# 919
سنة 919 م هي سنة بسيطة تبدأ يوم الجمعة حسب تقويم يولياني

## أحداث

### حسب المنطقة

#### الامبراطورية البيزيطية
- رومانوس الأول يصبح الوصي على العرش للإمبراطورية البيزيطية.

## مواليد
- الدارقطني
- سيف الدولة الحمداني

## وفيات
- ذكا الأعور